# Irena Stablewska
Irena Stablewska h. Oksza (28 maja 1864 w Zalesiu, zm. 4 stycznia 1939 tamże) – polska literatka, działaczka niepodległościowa.

## Życiorys
Była córką Stanisława (1832-1904, ziemianin, ostatni polski Marszałek Sejmiku Prowincjonalnego) i Stanisławy z d. Sczanieckiej. Miała braci Jana, Kazimierza, Zygmunta oraz siostry Julię, Helenę, Emilię, Gabrielę i Marię. Jej wujem był Florian Stablewski.
Uczyła się w Gimnazjum Urszulanek w Krakowie (od 1872), następnie na pensji sercanek w Pradze (do 1881).
Mieszkała w pałacu w Zalesiu, który zbudował jej ojciec w 1875, a po śmierci ojca w 1904 stał się własnością jej brata, Kazimierza. Z uwagi na powiązania rodzinne przyjaźniła się z Emilią Sczaniecką. Wielokrotnie podróżowała za granicę z ojcem - do Berlina, Wiednia,
Innsbrucku i Triestu, sama - do Włoch, Monako i Paryża.
Pisała pod pseudonimem Iry, m.in. do Przewodnika Katolickiego, Orędownika Gostyńskiego.

## Dzieła
- Piotr i Jagna Bandurkowie
- Kasia
- Wspomnienia o mojej matce
- Maria - Aniela - opowiadanie z krwawych lat powstania 1831 roku
- Różyczka, czyli dramat w Zakopanem (1893)
- Pod rodzinnym niebem (1896)
- Boża dziecina (1898)
- W obronie matki ziemi (1904)
- Ulotne wspomnienia z teki podróżnej (1905)
- Z tajników serc (1912)
- Czy znałam jej duszę (1912)
- Powieści dla ludu (1913)
- Po cierniach pokuty
- Milionówka
- Niespodzianki losu
- Na straży. Powieść w tle wielkopolskich stosunków (1916)